# Nepenthes danseri
Nepenthes danseri is een vleesetende bekerplant uit de familie Nepenthaceae. De soort is endemisch op Nieuw-Guinea.

## Verspreiding
Nepenthes danseri is alleen aangetroffen langs de kust van Waigeo, het noordelijkste eiland van de Raja Ampat-eilanden in West-Papoea. Hier groeit hij tot op een hoogte van 320 meter boven zeeniveau. De soort heeft veel licht nodig en komt voornamelijk voor in open kreupelhout of op blootgelegd ultramafisch gesteente. Planten van N. danseri zijn ook aangetroffen in bossen, maar deze produceerden geen vangbekers.

## Taxonomie
Matthew Jebb maakte in 1994 melding van Nepenthes danseri. De plant is vernoemd naar de Nederlandse botanicus B.H. Danser. De naam werd in 1997 formeel beschreven door Jebb en Martin Cheek, in hun monografie A skeletal revision of Nepenthes (Nepenthaceae). Er zijn geen variëteiten, vormen of natuurlijke hybriden van N. danseri bekend.
... · 
N. alata · 
N. albomarginata · 
N. ampullaria · 
N. argentii · 
N. aristolochioides · 
N. attenboroughii · 
N. bicalcarata · 
N. bokorensis · 
N. bongso · 
N. boschiana · 
N. burkei · 
N. campanulata · 
N. chaniana · 
N. danseri · 
N. deaniana · 
N. densiflora · 
N. diatas · 
N. distillatoria · 
N. edwardsiana · 
N. ephippiata · 
N. gracilis · 
N. gymnamphora · 
N. hirsuta · 
N. inermis · 
N. insignis · 
N. jamban · 
N. khasiana · 
N. lamii · 
N. leyte · 
N. lingulata · 
N. lowii · 
N. macfarlanei · 
N. macrophylla · 
N. madagascariensis · 
N. masoalensis · 
N. maxima · 
N. mirabilis · 
N. monticola · 
N. northiana · 
N. ovata · 
N. peltata · 
N. pervillei · 
N. pitopangii · 
N. rafflesiana · 
N. rajah ·
N. rhombicaulis · 
N. rosea ·
N. sanguinea · 
N. sibuyanensis · 
N. spathulata · 
N. tenax · 
N. tenuis · 
N. veitchii ·
N. ventricosa ·
N. vieillardii ·
N. villosa · 
...